# Lidsija Jarmoschyna

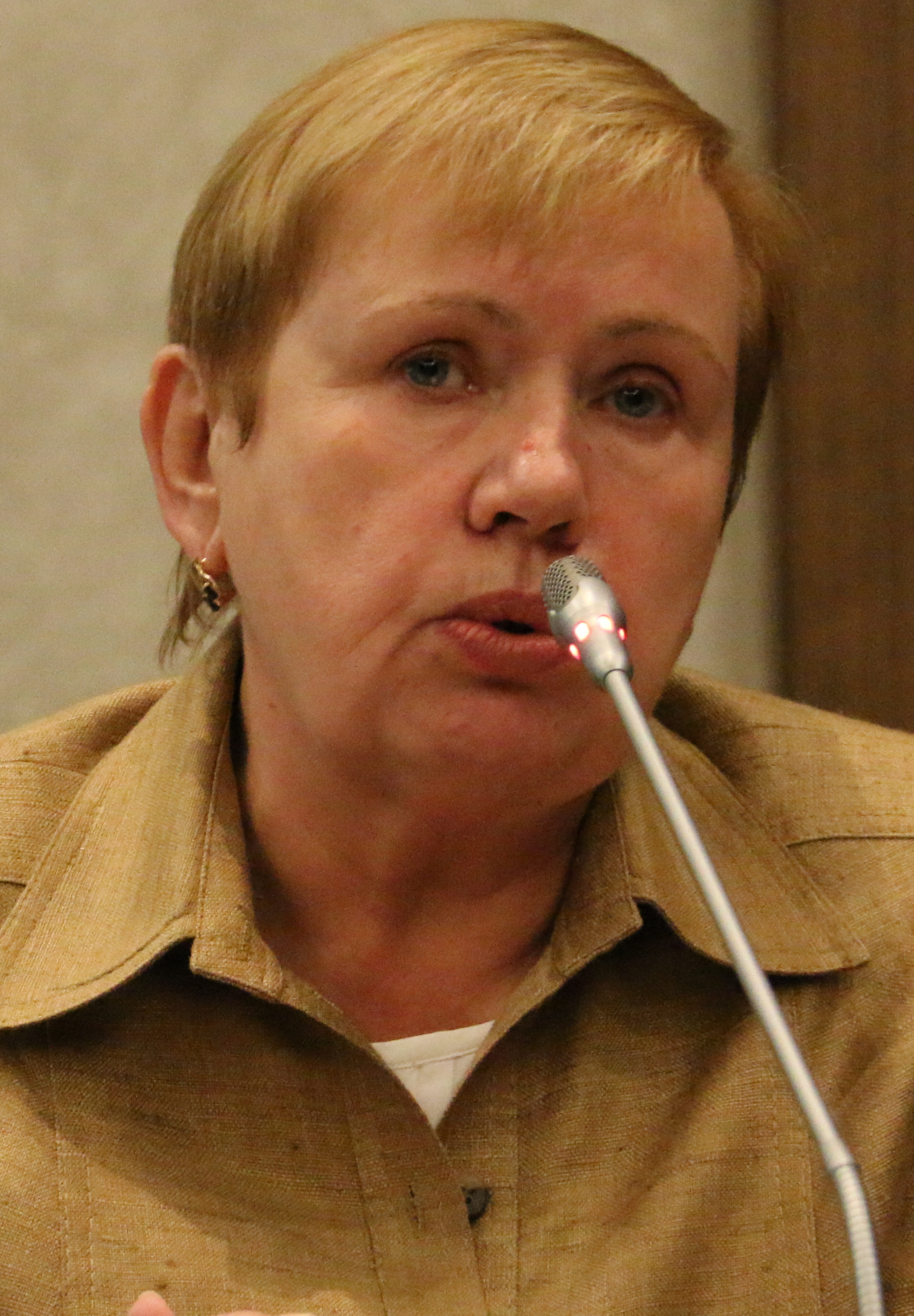
Lidsija Jarmoschyna

Lidsija Jarmoschyna (belarussisch Лідзія Міхайлаўна Ярмошына, russisch Лидия Михайловна Ермошина Lidija Michailowna Jermoschina; * 29. Januar 1953 in Sluzk, Minskaja Woblasz, damals Sowjetunion) ist die Vorsitzende der zentralen belarussischen Kommission für Wahlen und Referenden (Цэнтральнай камісіі па выбарах і правядзенні рэспубліканскіх рэферэндумаў Беларусі).

## Leben
Lidsija Jarmoschyna absolvierte ein Studium der Jurisprudenz an der Russischen Staatlichen Immanuel-Kant-Universität Kaliningrad 1975. Von 1975 bis 1987 war sie Juristin in verschiedenen Unternehmen. Von 1988 bis 1992 arbeitete sie als Vorsitzende der juristischen Behörde des Babrujsker Exekutivkomitees. Danach wurde sie Mitglied der Kommission für Wahlen und Referenden, diesem Gremium gehörte sie von 1992 bis 1996 als einfaches Mitglied an. Sie übernahm den Vorsitz der Zentralen Wahlkommission am 6. Dezember 1996 und gab in dieser Funktion das Ergebnis bei den von Protesten begleiteten Präsidentschaftswahl in Belarus 2010 bekannt, bei denen Aljaksandr Lukaschenka zum vierten Mal gewählt wurde. Am 31. Januar 2011 wurde Jarmoschyna auf eine Visa-Schwarzliste der Europäischen Union gesetzt, nachdem sie von der Europäischen Kommission für „die Verletzung internationaler Wahlstandards“ verantwortlich befunden worden war.
Am 2. Oktober 2020 wurde sie auf die „schwarze Liste der EU“ gesetzt. Also nahmen Vereinigtes Königreich, die Schweiz, Kanada Jarmoschyna in ihre Sanktionslisten auf.
Jarmoschyna steht auch auf der Liste der Specially Designated Nationals and Blocked Persons der USA.